# Kiew-Musikfest
Das Kiew-Musikfest (ukrainisch Київ Музик Фест) ist ein jährliches internationales ukrainisches Musikfestival in Kiew, das moderne ukrainische Musik präsentiert und das Ziel hat, die ukrainische Musik in den Kontext der Weltkunst zu integrieren. Mitbegründer des staatlich geförderten Festivals sind das Kulturministerium der Ukraine und der Nationale Komponistenverband der Ukraine.
Zu den wichtigsten Veranstaltungsorten des Festivals gehören die Nationaloper der Ukraine, das Nationale Musikkonservatorium der Ukraine, die Nationale Konzerthalle der Orgel- und Kammermusik der Ukraine (St.-Nikolaus-Kathedrale), die Nationalphilharmonie der Ukraine und das Kiewer Haus der Wissenschaftler der Nationalen Akademie der Wissenschaften der Ukraine.

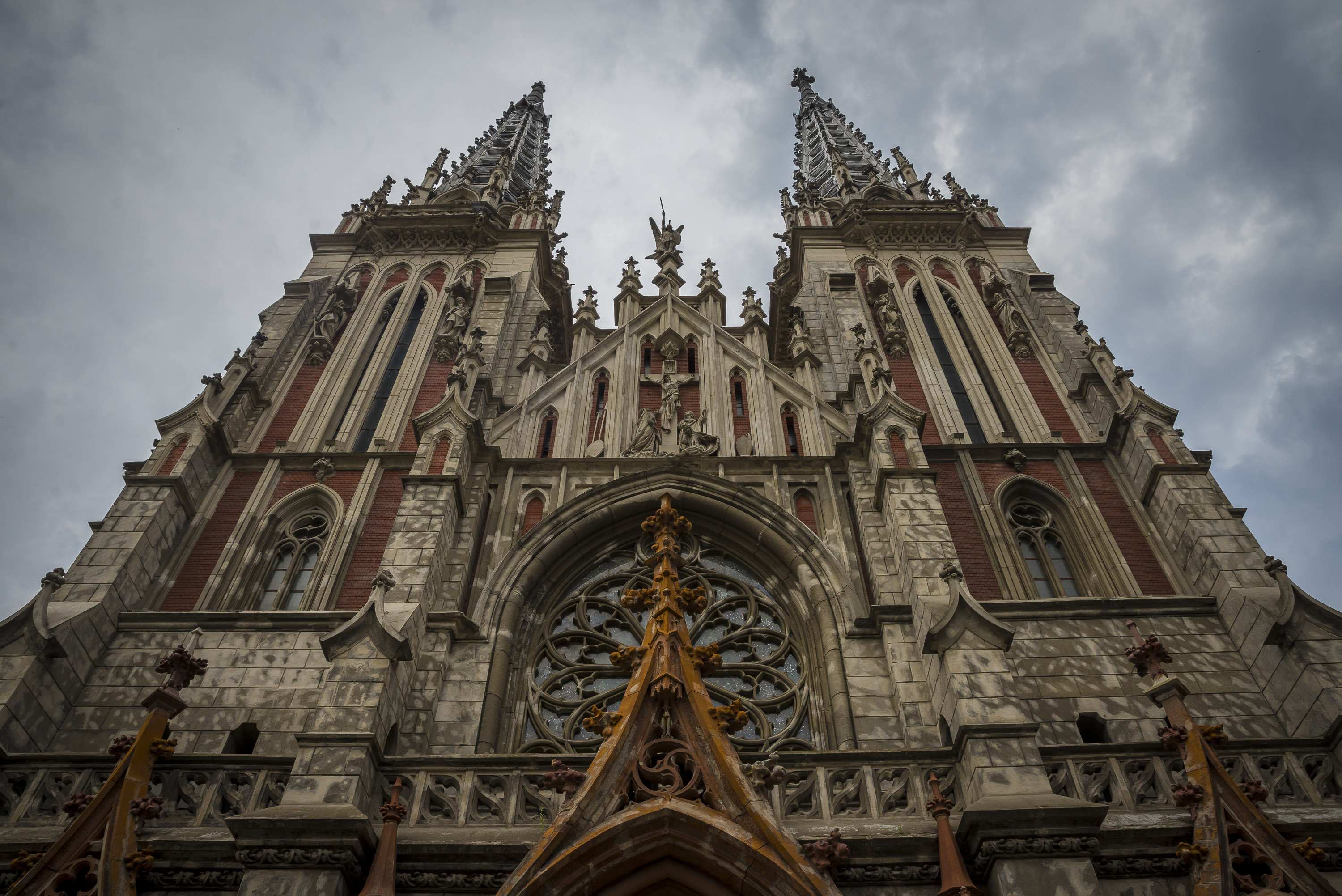
Sinfoniekonzerte des Kiewer Musikfestes finden auch im Nationalen Orgel- und Kammermusiksaal der Ukraine statt, der sich in der St.-Nikolaus-Kathedrale befindet.

## Entwicklung
Das erste Ukrainische internationale Musikfestival Kiew-Musikfest fand vom 6. bis 13. Oktober 1990 statt. Es war die Idee des prominenten ukrainischen Komponisten Iwan Karabyz, der von 1990 bis 2001 musikalischer Leiter des Festivals war. Ihm folgten Myroslaw Skoryk, der von 2002 bis 2005 und erneut von 2013 bis 2019 als Musikdirektor fungierte, Iwan Nebesnyj von 2006 bis 2011 und Ihor Schtscherbakow seit 2020.

## Festivalorte

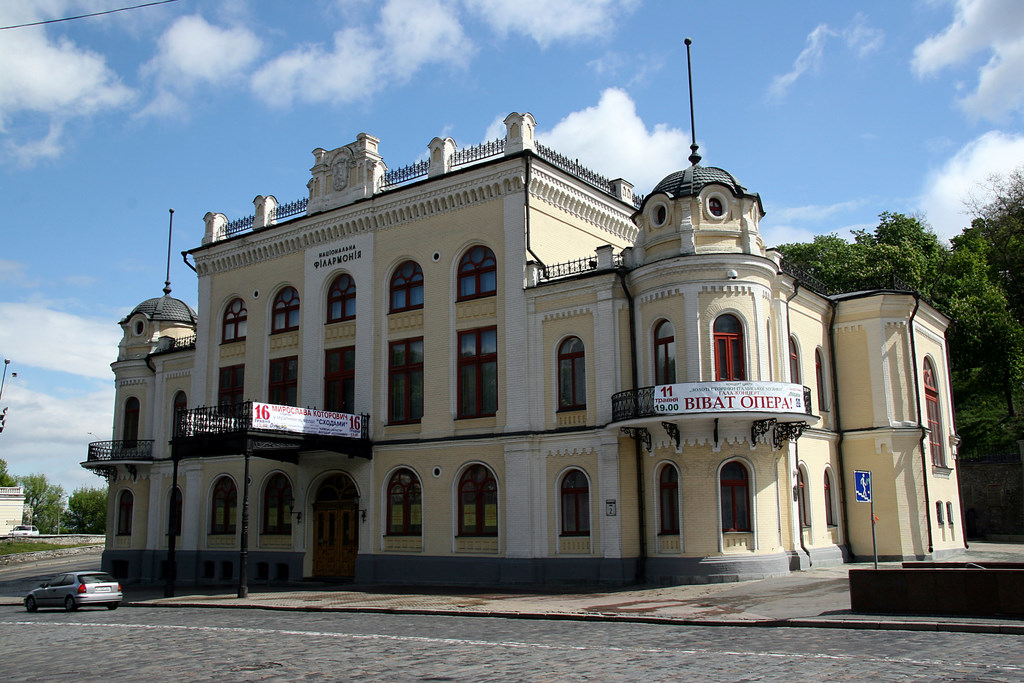
Der Lyssenko-Säulensaal der Nationalphilharmonie in Kiew ist einer Veranstaltungsorte

Festivalkonzerte finden an architektonisch bedeutenden Orten im Zentrum von Kiew statt, darunter:
- Taras-Schewtschenko-Opernhaus
- Mykola Lyssenko Säulenhalle der Nationale Philharmonie der Ukraine
- Große und kleine Hallen der Nationalen Musikakademie der Ukraine Peter Tschaikowski
- Nationale Konzerthalle der Orgel- und Kammermusik der Ukraine (St.-Nikolaus-Kathedrale, Kiew)
- Kiewer Haus der Wissenschaftler der Nationalen Akademie der Wissenschaften der Ukraine